# Фойтсберг (округ)
Бецирк Фойтсберг — округ в Австрії. Центр округу — місто Фойтсберг. Округ входить у федеральну землю Штирія. Займає площу 678,60 км. Населення 53588 чол. Щільність населення складає 79 чол./Км². 
Округ поділено на 25 громад:
- Бернбах
- Едельшротт
- Галльманнзегг
- Гайштталь
- Гессніц
- Граден
- Гіршегг
- Кайнах-бай-Фойтсберг
- Кефлаx
- Когльшварц
- Кроттендорф-Гайсфельд
- Лігішт
- Марія-Ланковіц
- Модріях
- Мооскірхен
- Пак
- Піберегг
- Розенталь-ан-дер-Кайнах
- Залла
- Санкт-Йоганн-Кепплінг
- Санкт-Мартін-ам-Велльміссберг
- Зедінг
- Зедінгберг
- Шталльгофен
- Фойтсберг

## Демографія
Населення округу за роками за даними статистичного бюро Австрії

## Виноски
1. ↑  Statistik Austria

| Австрія | Це незавершена стаття з географії Австрії. Ви можете допомогти проєкту, виправивши або дописавши її. |